# فيديريكو بيانكي (لاعب كرة قدم)
فيديريكو بيانكي (بالإنجليزية: Federico Bianchi)‏ (23 مايو 1983 في الولايات المتحدة - ) هو مدرب كرة قدم ولاعب كرة قدم أمريكي في مركز الوسط. لعب مع California Victory ‏ وHollywood United Hitmen ‏ وLong Island Rough Riders ‏ وOrange County SC U-23 ‏.

## وصلات خارجية
- فيديريكو بيانكي على موقع قاعدة بيانات كرة القدم.إي يو (الإنجليزية)